# 美好的日子 ～不連續存在～
《美好的日子 ～不連續存在～》，简称为“素晴日”，是KeroQ公司2010年3月26日發售的美少女遊戲。獲得「2010年萌系遊戲大賞」的銅獎、腳本獎部門的金獎。
2017年8月，FrontWing在Kickstarter上发起该作英语版本及周边的众筹项目并取得成功，同月30日，在游戏平台Steam上发布了面向全球的英文版。
2018年7月20日发售全语音HD版。
2020年12月25日发售十周年特别版。

## 游戏大纲
本作讲述了一起集体跳楼自杀事件：生前遭受校园霸凌、性骚扰乃至迷奸、轮奸的高岛柘榴在2012年7月12日傍晚跳楼身亡，位在她隔壁班的间宫卓司碰巧看到了跳楼现场。以此为契机，同样遭受过校园霸凌的卓司决定借此机会复仇。他声称世界将于同年7月20日灭亡，自己被神选中作为「救世主」要在此之前尽可能拯救多人。他随后心理操纵高岛柘榴的班主任致其意外坠楼身亡，并施以其他心理操纵手段聚集到了一百余名信徒。信徒们于秘密基地在致幻类药物的影响下度过了数日纵欲与淫靡的生活，最终于7月19日深夜在卓司的带领下纷纷以「回归天空」之名跳楼身亡。
本作的各个章节从不同角色的视角讲述了这起事件。
Down the Rabbit-Hole
序章以水上由岐的视角展开。水上由岐看到了高岛柘榴即将跳楼的现场，结果发现她只是丢下了一个玩偶。高岛柘榴告诉由岐自己要让「世界少女」与「天空少女」相遇并寻找完成这一目标的方法，顺势住进由岐家里。由岐的青梅竹马、若槻镜与若槻司姐妹也一起同住。最终柘榴把由岐带上「银河铁道」并揭示其实这是梦境，在现实世界中柘榴已经坠亡，她的目标是将卷入其中的「世界少女」由岐送回现实世界。
Down the Rabbit-Hole II
第一章同样以水上由岐的视角展开，是游戏真正的开始。由岐在柘榴跳楼前突然被她亲吻，并在第二天得知跳楼事件的发生。随后几天她投身于调查柘榴死亡之谜，在此过程中她看到卓司召集信徒、柘榴的班主任坠楼身亡等事件。在数日的调查后她意识到事件的真相，冲入秘密基地发现若槻镜已被信徒轮奸肢解，若槻司在一旁痛哭。由岐在「回归天空」之日于天台上与卓司对质，并看到对方跳下。
It's my own Invention
第二章以间宫卓司的视角展开。卓司也曾遭到过同校学生的霸凌，尤其以悠木皆守为甚。他看到了柘榴跳楼的现场后觉醒并着手复仇。在同样遭到过霸凌的柘榴的好友橘希实香的协助下，他成功令柘榴的班主任坠楼身亡，并得到了百余名信徒。希实香协助利用药物控制信徒，卓司也成功向霸凌自己的悠木皆守复仇，刺杀了对方。在最后一日，希实香带领信徒纷纷跳楼；卓司留在最后，从楼顶跳下。
Looking-glass Insects
第三章以高岛柘榴的视角展开。在事件发生的十余日前，她在天台遇见了知性的哲学少年间宫卓司并爱上了他。在随后的数日内她与希实香一同被霸凌、性骚扰，而她自己最终遭到轮奸。柘榴认为丧失了贞操的自己没有资格被卓司爱，内心崩坏，逐渐出现幻觉并相信自己前世是拯救世界的魔法少女，需要近距离接触死亡后觉醒力量重获新生。最终她在亲吻了路过的间宫卓司之后，与另外两位有类似遭遇的女生一同跳楼身亡。
Jabberwocky
第四章以悠木皆守的视角展开。实际上，悠木皆守、水上由岐和间宫卓司只是位于同一副肉体内的三个不同人格，在人格苏醒之时可以互相看到苏醒的其他人格。卓司人格的认知能力存在障碍，不能认知自己的妹妹间宫羽咲，而将她与她的兔子玩偶分别认知为若槻司与若槻镜；由岐人格则被视为「理想中的形象」，俘获了高岛柘榴的芳心，尽管对方以为是间宫卓司。皆守将自己视为「破坏者」，希望与「创造者」卓司人格同归于尽一同灭亡，让「调和者」由岐人格占据肉体，陪伴在妹妹羽咲身边。但是随着卓司人格的逐渐觉醒，其他人格的苏醒时长越来越短，也受到卓司人格的干扰。卓司甚至创造出全新的、不能认知羽咲的新水上由岐人格试图取代原先的由岐人格。心急如焚的皆守开始对卓司人格施以暴力试图强行压制卓司未果，遂自行苦练格斗并与卓司在学校天台决斗。在决斗中皆守人格被妹妹羽咲干扰分神，身体被卓司人格夺取控制权并将小刀刺向自己，在羽咲的怀中慢慢丧失意识。
Which Dreamed It
第五章以间宫羽咲的视角展开。羽咲有一个双胞胎哥哥间宫卓司与一个同母异父的哥哥间宫皆守。在七年前的一起事件中，皆守杀害了卓司，陪伴自己的水上由岐也意外身亡。在此之后皆守便患上解離性身分疾患，人格变为卓司。之后的几年中皆守体内出现了水上由岐的人格，皆守自己的人格也恢复，但丧失了记忆并将自己认知为「悠木皆守」。羽咲一直与多个人格的皆守哥哥朝夕相处，并等待皆守恢复正常，但随着事件的推进这个希望越来越渺茫。她亲眼见证皆守人格被卓司人格击杀消失、自己的玩偶被信徒轮奸肢解，并最终在天台看见哥哥一跃而下。她在哥哥跳下楼顶之时不顾一切飞扑过去，并理解了为什么七年前水上由岐也会奋不顾身地救她。
Jabberwocky II
第六章以间宫皆守的视角展开。在由岐创造的梦境中，皆守回忆起了以前发生的事情：羽咲和卓司是母亲与新兴宗教「白莲华」的教主的私生子，却遭白莲华教主抛弃。羽咲被视为祸首遭到母亲和双胞胎哥哥卓司的家庭暴力。八年前，羽咲被带至故乡与皆守一同生活，并与水上由岐结为好友。一年后，卓司随其母亲来到故乡追杀羽咲，在搏斗过程中由岐为了保护羽咲摔下悬崖身亡，皆守正当防卫刺杀了卓司。在重拾记忆之后，皆守在由岐人格的鼓励下觉醒，回到现实世界，发现自己被羽咲抱住了脚而没有立刻坠落。虽然二人最终从楼顶坠落，但在下坠过程中撞上了房檐作为缓冲而得以幸存。在事件之后卓司人格消失，再也没有出现；皆守成功证明了自己的精神疾患，免于刑事责任。
游戏有三个主要结局。「美好的每一天」结局发生在事件一年后，皆守与羽咲相恋，并从羽咲口中得知当年母亲其实是为了拯救身患重病的丈夫而被白莲华教主蒙骗，认为与对方生下的孩子能够拥有万能的力量可以治好丈夫；想要杀死羽咲也是以为杀死羽咲之后所有的灵力就能回到卓司身上，卓司便能发挥灵力治好丈夫，被杀的羽咲也能复活。「向日葵的坡道」结局发生在事件一个月后，皆守被带回故乡接受治疗，由岐以幽灵的形态出现，与探望皆守的羽咲一起玩耍，重游幼年故地。「终之空II」结局则发生在7月20日，水上由岐在学校的天台醒来，却发现学校并没有发生跳楼惨案。在游戏过程中一直神出鬼没的音无彩名站在她面前，并给出了多种猜想，包括所有一切都是水上由岐做的梦、一切都是音无彩名的妄想、所有角色都是同一个灵魂不断转生时的不同视角等，但没有做进一步解答。此外，游戏中还有多个令游戏中途结束而不能继续推进剧情的替代结局，如在序章由岐与镜司姐妹分别发展成恋人关系留在梦境中、在第二章卓司与希实香在几日内互相爱上对方并相拥坠楼、在第三章柘榴与希实香挺身反抗并结成情侣关系，等。
本作的全语音HD版本新增了「Knockin' on heaven's door」后日谈章节，设定于事件数年后，羽咲进入大学研究脑机接口，皆守入职公司成为COBOL程序员，由岐的幽灵陪伴在皆守的身边。本章记录了皆守在由岐陪伴下的一日生活，皆守与由岐相定终身，约定皆守死后化为幽灵回到故乡与由岐再会。

## 登場人物
水上由岐
聲優：川島梨乃
第一章主角。個性率直、文武雙全，不過卻過著自甘堕落的生活。
喜歡煙草、頂樓、輕飄飄的衣服。意外地很擅长家务。
※存在兩個水上由岐，且都為卓司的人格
高島柘榴
聲優：涼屋スイ
第三章的主角。外表柔弱而若有所思、厭惡爭端的溫柔少女。
喜歡童話及天馬行空的幻想，正在尋找街坊傳聞中的“归天之日”。
若槻鏡
聲優：小倉結衣
司的雙胞胎姐姐。与由岐是青梅竹马，经常虚张声势的努力家。成绩优秀，不太擅长做料理。
對由岐其人心懷憧憬、於情愛方面有時顯得十分認真、傲嬌屬性。和司都是劍道社的成員。比谁都要重视身为妹妹的司。
若槻司
聲優：如月葵
鏡的雙胞胎妹妹。基本上有常識觀點。成绩相比姐姐而言一般。總是守護著不能坦承對由岐的愛意的姐姐。
典型的天然治癒系，脾氣很好。但是生氣的時候相當恐怖。和鏡都是劍道社的成員。
音無彩名
聲優：成瀬未亜
成績優秀，但周圍瀰漫不可思議氣氛的少女。经常在頂樓眺望天空時和由岐相遇。
与由岐一样，兩人的哲學與文學造詣很深。两人经常讨论各種書本與詩集的话题。
橘希実香
聲優：北都南
柘榴的朋友，同時擁有陸上部(田徑社)與科學社的社長頭銜的少女。
加入田径社是为了锻炼自己迟钝的运动神经。身上总是带着小刀等武器走动。
間宮羽咲
聲優：西田こむぎ
第五章的主角。間宮卓司的妹妹。常常抱著一個兔子玩偶。
外表给人一种胆小和怕生的印象，但也有强硬的一面。在武术方面颇有心得。
悠木皆守
聲優：夏村伊介 (仅HD版)
擅長打架，對間宮卓司有種嫌惡感。
間宮卓司
聲優：佐山森
第二章的主角，有妄想症的懦弱的少年。典型的御宅族，對各種遊戲，漫畫相當熟悉。
這種性格讓他被學校內的不良少年欺負。
木村信勝
聲優：永仓仁八
记者。为了调查传闻中北校发生的事件，时常出现在皆守面前。
水上敏夫
聲優：野☆球
Bar白洲峡的老板、人妖、古武术达人。

## 製作人員

- 製作：SCA-自
- 腳本：SCA-自（すかぢ）
- 原案、企劃：SCA-自（すかぢ）
- 原畫：SCA-自（すかぢ）、基4%、硯、籠目、karory

## 相關音樂
| 类型   | 曲名                                                     | 歌手  | 作曲         | 作词   |
| ------ | -------------------------------------------------------- | ----- | ------------ | ------ |
| 片头曲 | 空気力学少女と少年の詩 空氣力學少女與少年之詩            | はな  | szak         | SCA-自 |
| 片尾曲 | ナグルファルの船上にて 納吉爾法的船上                    | monet | ピクセルビー | SCA-自 |
| 片尾曲 | 神と旋律 神與旋律                                        | monet | ピクセルビー | SCA-自 |
| 片尾曲 | 鏡の世界には私しかいない-another version- 鏡中世界唯有我 | monet | ピクセルビー | SCA-自 |
| 片尾曲 | 終末の微笑 最後的微笑                                    | はな  | szak         | SCA-自 |
| 片尾曲 | 空気力学少女と少年の歌 空氣力學少女與少年之歌            | はな  | szak         | SCA-自 |
| 片尾曲 | 登れない坂道 無法攀登的坡道                              | monet | ピクセルビー | SCA-自 |
| 片尾曲 | 呪われた生/祝福された生 受到诅咒的生命/受到祝福的生命    | はな  | szak         | SCA-自 |

### 原声带
美好的日子原聲帶CD（素晴らしき日々 サウンドトラックCD）發行於2010年5月3日，共收錄39首遊戲BGM。
曲目列表：
Disc 1
1. 音に出来る事
2. 夜の向日葵
3. 変わらないからこそ
4. OMOSHIRO MUSIC
5. Happy Material
6. 夢見る魚 -Erik Satie-
7. リビングゲーム
8. 不安の立像
9. ＦＵＲＹＯＵミュージック
10. 電波リレーの勝者
11. ピカデリー -Erik Satie-
12. 言葉と旋律
13. Les Enfants du Paradis
14. beautiful everyday
15. 邂逅
16. 小さな旋律
17. 風の吹く丘
18. 組曲の行方
19. ナグルファルの船上にて -Orgel Ver.-
20. 夏の大三角

Disc 2
1. 空気力学少女と少年の詩 -Orgel Ver.-
2. 平坦、そして美しき日常
3. 見慣れた風景
4. 怪優奇優侏儒巨人美少女等募集
5. updowncity
6. 電磁波ト世界の関係
7. 主よ、人の望みの喜びよ
8. 終ワリノ旋律
9. なぜ日は傾くのか
10. 人よ、幸福に！
11. 小さな記憶
12. 同じ空はどこにも無い
13. 窓と光
14. 黒い翼の舞
15. 少年とナイフ
16. Tractatus Logico-philosophicus
17. 空気力学少女と少年の詩 -Piano Ver.-
18. 最果ての空
19. KAROYAKAGirls

空氣力學少女與少年之詩（空気力学少女と少年の詩）發行於2010年5月3日，共收錄4首OP、ED曲。
曲目列表：
1. 空気力学少女と少年の詩
2. 終末の微笑
3. 呪われた生／祝福された生
4. 空気力学少女と少年の詩 -PianoVocalVar.-

納吉爾法的船上（ナグルファルの船上にて）發行於2010年5月3日，共收錄4首OP、ED曲。
曲目列表：
1. ナグルファルの船上にて
2. 登れない坂道
3. 神と旋律
4. 鏡の世界には私しかいない -Another Version-

## 關聯項目
該作引用了眾多哲學和文學等方面的經典作品，較主要的有:
- 《邏輯哲學論》：路德維希·維根斯坦著作，本作部分章節開篇引用其中的句子。
- 《头脑，比天空辽阔》：愛蜜莉·伊莉莎白·狄更生的詩篇。
- 《愛麗絲夢遊仙境》與《愛麗絲鏡中奇遇》：各章標題出自這兩本書。正文亦有提及。
- 《銀河鐵道之夜》：序章中有大段引用。
- 克蘇魯神話：如音無彩名的自述。
- 《大鼻子情圣》：以西哈諾·德·貝傑拉克為原型的浪漫主義法國詩劇。
- 《耶稣，世人仰望的喜悦》：背景音樂之一。
- 《有知識的無知》：库萨的尼古拉的神學論著。遊戲中多次提到。

## 外部連結
- ケロQ （页面存档备份，存于）（日語）
- 官方網站 （页面存档备份，存于）（日語）
- HD版官方網站 （页面存档备份，存于）（日語）
- 十周年特别版官方網站 （页面存档备份，存于）（日語）
- Steam英文版 （页面存档备份，存于）
- 《美好的日子 ～不連續存在～》在視覺小說數據庫的頁面 （英文）